# Rodolphe d'Autriche (1788-1831)
Pour les articles homonymes, voir Rodolphe d'Autriche (homonymie).
Rodolphe d'Autriche (Rudolph Johann Joseph Rainer von Österreich), né le 8 janvier 1788 à Pise et mort le 23 juillet 1831 à Baden, est un archiduc et cardinal autrichien de la Maison de Habsbourg-Lorraine. Il est le fils cadet de l'empereur Léopold II du Saint-Empire et de Marie-Louise de Bourbon.

## Biographie
Rodolphe de Habsbourg est élu archevêque-coadjuteur d'Olmütz-Olomouc en 1806 et prince-archevêque en 1819, en succession du cardinal Maria-Thaddeus von Trauttsmandorff Weinsberg. Le pape Pie VII le crée cardinal lors du consistoire du 4 juin 1819. Il ne participe ni au conclave de 1823 lors duquel Léon XII est élu, ni aux conclaves de 1829 et de 1830-1831.
Soucieux de développement économique, il fonde, sur le conseil de l'ingénieur des mines Franz Xaver Riepl (1790-1857), les forges de Witkowiz (aujourd'hui Vítkovice), qui inaugurent le développement du bassin sidérurgique d'Ostrava.
Musicien, Rodolphe est l'élève et l'un des principaux mécènes de Ludwig van Beethoven. Beethoven lui a dédié quatorze de ses compositions, notamment le Trio à l'Archiduc, la Sonate « Hammerklavier », le Concerto l'Empereur et la Missa solemnis (1822). Les lettres de Beethoven à Rodolphe sont aujourd'hui gardées par la Société philharmonique de Vienne.
Franz Schubert lui a dédié la Sonate pour piano no 16 en la mineur et Ferdinand Ries le Quatuor avec piano en mi mineur Op.129.
Rodolphe de Habsbourg a composé la variation 40 du Vaterländischer Künstlerverein sur un thème d'Anton Diabelli, sous le pseudonyme "S.R.D." (qui signifie Serenissimus Rudolfus Dux).

## Enregistrement
- Archduke Rudolph: Music for Clarinet and piano, par Luigi Magistrelli (clarinette) et Claudia Bracco (piano) (Brilliant Classics, 2014)

## Note
1. ↑  Cf. à ce sujet Milan Myška, Proc. XIVth International Economic History Congress - Session 70, Helsinki, 2006 (lire en ligne), « Das Wiener Bankhaus Rothschild und das wirtschaftliche Wachstum Mährens und Österreichisch-Schlesiens »

### Source
- Fiche du cardinal sur le site de la FIU